# Emily Mackay
Emily Mackay (Endicott, 30 aprile 1998) è una mezzofondista statunitense, ha vinto la medaglia di bronzo ai campionati mondiali indoor 2024 nei 1500 metri piani.

## Palmarès
| Anno | Manifestazione      | Sede     | Evento       | Risultato  | Prestazione | Note  |
| ---- | ------------------- | -------- | ------------ | ---------- | ----------- | ----- |
| 2023 | Giochi panamericani | Santiago | 1500 m piani | Bronzo     | 4'12"02     |       |
| 2024 | Mondiali indoor     | Glasgow  | 1500 m piani | Bronzo     | 4'02"69     | [ 1 ] |
| 2024 | Giochi olimpici     | Parigi   | 1500 m piani | Semifinale | 4'02"03     |       |

## Campionati nazionali
2022
- 7ª ai campionati statunitensi, 1500 m piani - 4'09"44
- 24ª ai campionati statunitensi di 5 km su strada - 16'23"

2023
- 8ª ai campionati statunitensi, 1500 m piani - 4'06"82

2024
- Argento ai campionati statunitensi, 1500 m piani - 3'55"90
- Argento ai campionati statunitensi indoor, 1500 m piani - 4'08"70

## Altre competizioni internazionali
2023
- 14ª alla Xiamen Diamond League ( Xiamen), 1500 m piani - 4'06"45

2024
- 6ª al Prefontaine Classic ( Eugene), 1500 m piani - 3'59"76